# Белый олеандр
«Белый олеандр» — американский художественный фильм-драма, снятый режиссёром Питером Козмински по роману Джанет Фитч. На экраны вышел в 2002 году и получил преимущественно положительные отзывы критиков.

## Сюжет
Художница Ингрид Магнуссен одна воспитывает дочь-подростка Астрид. Дочь во многом следует своей матери, — красивой, сильной и свободолюбивой. Вместе они живут в своем небольшом, отделённом от всех остальных людей, мире.
Однако в жизни Ингрид кое-что происходит: она влюбляется в Барри Колкера, который спустя какое-то время бросает её. Сильно переживая такую несправедливость, женщина решается наказать бывшего любовника, отравив его ядом белого олеандра. На следующий же день за ней приезжает полиция, и Ингрид попадает в тюрьму, поначалу не догадываясь, к чему это приведет её и Астрид, их отношения и жизнь.
Астрид вынуждена переехать на время к опекунше по имени Старр Томас, которая живёт в небольшом домике с детьми в пригороде Лос-Анджелеса. Все идет хорошо поначалу, однако Старр со временем начинает ревновать к девушке своего любовника Рэя. Понимая, что Астрид — юная и красивая, а она уже не такая молодая, Старр пытается убить девочку. С тяжелым огнестрельным ранением Астрид попадает в больницу, а после этого её переводят в детский приют, где она сталкивается с новыми трудностями.
В приюте другие подростки издеваются над ней, но Астрид старается не обращать на это внимание. Она состригает свои красивые светлые волосы, но её необычную внешность все равно замечают, особенно паренек по имени Пол. Поначалу Астрид игнорирует его, но потом понимает, что он прошёл даже через более страшные испытания, чем она, и это не помешало ему остаться человеком, а ей стать настоящим другом.
Время от времени навещая свою мать в тюрьме, Астрид понимает, что чем больше проходит времени, тем более очевидна разница между ними, то, насколько сильно они отличаются друг от друга, насколько их видение мира непохоже… Неоднократно Ингрид осуждает дочь за то, что та сближается с людьми, принимает и признает их идеалы, и даже заводит друзей.
После приюта Астрид попадает в новую семью, где её очень тепло принимает актриса Клэр Ричардс. Она живёт с мужем, но своих детей у них нет, потому они захотели усыновить ребенка. У них складываются очень хорошие отношения, и именно в этом доме Астрид понимает, что наступили самые лучшие дни её жизни, и что именно тут она впервые почувствовала, каково это, когда ты нужна и тебя любят.
Все меняется, когда Астрид неожиданно узнает, что Клэр и её мать переписываются. Более того они даже договариваются о встрече, что сильно настораживает девочку. Уже на встрече в тюрьме становится понятно, что мать не испытывает каких-либо симпатий по отношению к этой женщине, но внешне это почти никак не проявляется, за исключением нескольких холодных замечаний в адрес Клэр.
В один из дней Клэр ссорится со своим мужем, который постоянно находится в командировках, но теперь он решает развестись с ней. Несмотря на просьбы и мольбы жены он уходит, оставляя Клэр вместе с Астрид. Это последняя капля, поскольку всю свою жизнь она видела именно в муже. На утро Астрид обнаруживает, что женщина погибла от передозировки лекарств.
Астрид осознает, что в этом в определенном смысле виновата её мать, которая медленно готовила Клэр к тому, чтобы та покончила жизнь самоубийством. Дочь решает больше не навещать свою мать и в приюте сама определяет, с какой семьёй она будет жить дальше.
К удивлению многих Астрид уходит к русской иммигрантке Рине Грушенке, которая зарабатывает тем, что собирает старые и ненужные вещи и перепродает их на рынке. На глазах окружающих девочка сильно меняется, постепенно вливаясь в ту злачную обстановку, в которой она предпочла жить. Рина понимает, что Астрид не такая, как другие девчонки, которые помогают ей на рынке, понимая, что у неё большое будущее.
К Астрид приходит Сьюзан Валерис, адвокат её матери. Она пытается уговорить девочку, чтобы та помогла Ингрид, дав в суде показания в её пользу. Астрид поначалу отказывается, но потом решает, что взамен за небольшую цену она могла бы пойти матери навстречу.
Ингрид не видела дочь несколько лет и ужасается тому, какой она стала. Астрид перекрасила волосы в чёрный цвет, вульгарно одета и самым нахальным образом закуривает сигарету в присутствии матери. Теперь они стали совершенно непохожими людьми, но по-прежнему они связаны друг с другом.
Астрид обещает выполнить просьбу адвоката в том случае, если Ингрид расскажет всю правду о жизни девочки, о её отце, про убийства Барри и Клэр и о многом другом. Сама того не желая, девушка получает ответы на вопросы, которые ей никогда и в голову не приходили. Астрид просит свою мать «отпустить» её, чтобы она наконец могла стать действительно свободной.
В суде все оборачивается самым неожиданным образом. Астрид так и не пришлось заходить в зал заседания суда, а когда заседание объявляют закрытым, девушка вдруг понимает, что мать выполнила её просьбу, отпустив девочку, как та того и желала. Вместе с Полом она переезжает в Нью-Йорк, изредка вспоминая случившееся и свою мать, которая несмотря на всю причинённую Астрид боль, любит свою дочь.

## В ролях
| Актёр             | Роль               |
| ----------------- | ------------------ |
| Элисон Ломан      | Астрид Магнуссен   |
| Мишель Пфайффер   | Ингрид Магнуссен   |
| Робин Райт Пенн   | Старр Томас        |
| Рене Зеллвегер    | Клэр Ричардс       |
| Эми Акино         | госпожа Мартинес   |
| Билли Коннолли    | Барри Колкер       |
| Светлана Ефремова | Рина Грушенка      |
| Патрик Фьюгит     | Пол Траут          |
| Саманта Шелтон    | девочка под опекой |